# Terphothrix
Terphothrix é um gênero de traça pertencente à família Arctiidae.